# 斯韋特洛耶湖 (普斯托什卡區)
56°30′39″N 29°02′49″E / 56.51083°N 29.04694°E
斯韋特洛耶湖（俄语：Светлое），是俄羅斯的湖泊，位於該國西北部，由普斯科夫州負責管轄，處於普斯托什卡區，面積0.7平方公里，集水區面積6.9平方公里，平均水深5.7米，最大水深21.5米。